# 진 맥아더
진 마리 페어클로스 맥아더(Jean Marie Faircloth MacArthur, 1898년 12월 28일 ~ 2000년 1월 22일)는 미국의 여행가 겸 기행작가이자 수필가 겸 문필가이며 사회운동가 및 개신교 장로회 신자이다.

## 생애
1921년 미국 워드 벨몬트 여자대학교 행정학과를 나온 후 파나마와 중화민국과 필리핀 등을 다니며 여행가와 기행작가로 활동하다가 1935년 중화민국 장쑤성 상하이에서 더글러스 맥아더(Douglas MacArthur) 장군을 처음으로 만나 2년간의 연애 끝에 1937년 4월 30일 그와 결혼하였으며 이듬해 1938년 2월 21일 남편 더글러스 맥아더 장군과의 사이에서 유일한 자녀이자 외아들 아서 더글러스 맥아더를 낳았다.
이후 계속 긴 타국 생활을 하다가 1951년 4월 18일에 부군 더글러스 맥아더, 아들 아서 더글러스 맥아더와 동반하여 미국으로 전격 귀환하였다.
이후 고국인 미국에서 기행작가 활동을 계속하였고 수필가와 문필가로도 활동하며 회고록을 집필 및 발표하기도 하였고 한때 미국 국무부 국제관광행정특보비서관을 지냈다.